# ناحیه طارق
ناحیه طارق (به عربی: طارق) یک منطقهٔ مسکونی در اردن است که در امان واقع شده‌است. ناحیه طارق ۲۵ کیلومتر مربع مساحت و ۱۷۵٬۱۹۴ نفر جمعیت دارد.